# 謝雲虬
謝雲虬（？—？），字起東，广东广州府南海县人。

## 生平
天性孝友，蚤岁失怙，事母与大父母唯谨。万历三十七年（1609年）己酉科广东乡试举人，四十七年（1619年）己未科進士，未谒选即请表扬太淑人节义，奉旨建坊。初授行人司行人，天啓元年五月册封崇府怀安王朱翊鑕长孙由札为怀安王。三使藩封，转职方司主事。时当流冠作逆，云虬诘戎筹伍，动中机要，未几养病里居，将终身焉。建祠以崇报本，春秋享祀，必垂泣，念王父母劬劳抚教，未邀宠贲，遂再出，转武库员外，迁武选郎中，寻转浙江副使，清勤祗慎，升江西大参，越人垂涕攀辕，立碑颂德。值楚寇蹂躏楚地，逼近江州，云虬躬自训练，治战具，葺战舰，厉士设险，日无宁晷，西江半壁屹然长城，积劳遘疾，卒于官，祀名宦。生平坦直，待少贱必温肃，尤喜荐拔善类，昭雪冤抑，凡桑粹利害，不避劳怨，侃侃言之。有力不能丧葬婚嫁者，捐貲助之，好行其德多类此。

## 家族
曾祖謝佑。祖父謝坤元。父謝之屏。